# Тайток
Тайток (англ. taitoq, taytoq, taitok, kel taïtok; самоназвание: tăytoq) — диалект туарегского племени тайток, один из диалектов языка тамахак (западный тамахак) севернотуарегской группы туарегской ветви берберской семьи.
Распространён в пустынных районах Сахары на юге Алжира (вилайет Таманрассет) и в небольшой области на востоке Мали, пограничной с Алжиром — к западу от плато Ахаггар, частично охватывая территорию пустыни Танезруфт. Численность говорящих на тайток вместе с носителями других диалектов западнотамахакского языка в Алжире не превышает 25 тыс. человек (2005).
По классификации А. Ю. Айхенвальд и А. Ю. Милитарёва тайток вместе с ахаггар, ажжер и другими идиомами являются диалектами языка тамахак в составе северной группы туарегской ветви. Вместе с близкими ему диалектами ахнет, ахаггар и иссакамарен тайток входит в западную группу диалектов языка тамахак, противопоставленную восточнотамахакским диалектам гхат, ажжер, урагхен, тимасинин и имангхассатен.